# إقليم غالاتس
إقليم غالاتس يقع في رومانيا والتابع لمنطقة مولدوفا. في عام 2010 تعرض الإقليم لفيضانات ألحقت ضرر كبيرًا نوعًا ما.

## التاريخ
غالاتس تاريخيًا جزء تابعة لمنطقة مولدوفا في شمال شرق رومانيا. في عام 1858، وكان يمثلها الكسندرو ايوان كوزا في ديوان مخصصة في ياش الواقعة شمال الإقليم، في أعقاب حرب القرم. قبل عام 1938 كان الجزء الشرقي من الإقليم إقليم بحد ذاته يسمى إقليم كوفورولوي. من عام 1938 إلى عام 1945 كانت غالاتس جزء من (Ţinutul Dunării).

## الجغرافيا
تبلغ مساحة إقليم غالاتس 4,466 كم مربع.

### الجوار
- جمهورية مولدوفا نحو الشرق.
- إقليم فرنتشيا نحو الغرب.
- إقليم فاسلوي نحو الشمال.
- إقليم برايلا وإقليم تولتشيا نحو الجنوب.

## السكان
حسب إحصائيات عام 2002, بلغ عدد سكان إقليم غالاتس 619,556 وبلغت الكثافة 139 نسمة/كم مربع.
- رومانيون – أكثر من 98%[4]
- روس وأوكرانيون وغجريون.

| السنة | عدد السكان |
| ----- | ---------- |
| 1948  | 341,797    |
| 1956  | 396,138    |
| 1966  | 474,279    |
| 1977  | 581,561    |
| 1992  | 641,011    |
| 2002  | 619,556    |

## التقسيمات الإدارية
يتكون الإقليم من مجلسان بلدية وبلدتان و61 قرية.

## وصلات خارجية
- Consiliul Județului Galați, Consiliul Județului Galați
- Inspectoratul pentru situații de urgență "General Ieremia Grigorescu" al Județului Galați, ISUJ Galați
- Spitalul Județean de Urgență "Sf. Apostol Andrei" Galați, Spitalul Județean de Urgentă Galați
- SMURD (Serviciul Mobil de Urgentă, Reanimare si Descarcerare) Galați, SMURD Galați
- Colegii uninominale pentru alegerea Camerei deputaților în județul Galați
- Colegii uninominale pentru alegerea Senatului în județul Galați
- Bisericile din România (serviciu de căutare)
- Portal Galati
- Ghidul orasului Galati
- Adevarul Galati
- Obiective Turistice din Galati